# Індепендьєнте (Авельянеда)

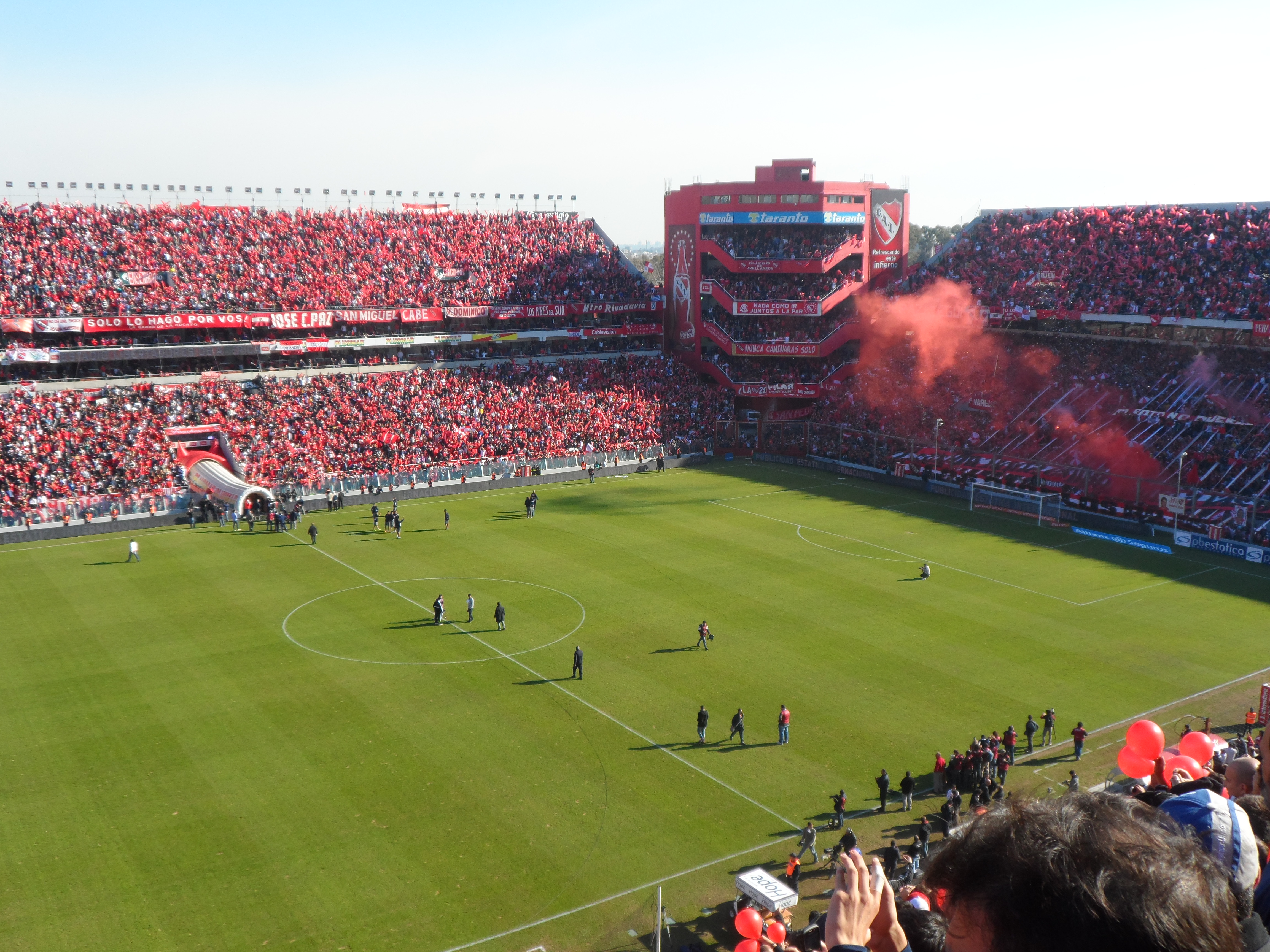

Індепендьє́нте (ісп. Club Atlético Independiente) — аргентинський спортивний клуб з осідком у місті Авельянеда, південному передмісті Буенос-Айреса. Основним напрямком роботи є футбол. Клуб було засновано 1 січня 1905 року. З 4 серпня 1904 року він грає у першому дивізіоні Чемпіонату Аргентини з футболу, тобто протягом усіх 81 сезонів.
Стадіон клубу «Лібертадорес-де-Америка» також знаходиться у місті Авельянеда. Його було збудовано 1928 року і повністю реконструйовано 2008 року.
Класичним суперником «Індепендьєнте» є футбольний клуб «Расинг». Дербі цих команд має назву Класіко Авельянеди.

## Досягнення
- Чемпіон Аргентини: 1938, 1939, 1948, 1960, 1963, 1967Н, 1970М, 1971М, 1977Н, 1978Н, 1983М, 1988/89, 1994К, 2002А.
- Чемпіон Аргентини (аматорська ліга): 1922, 1926
- Міжконтинентальний кубок: 1973, 1984.
- Кубок Лібертадорес: 1964, 1965, 1972, 1973, 1974, 1975 і 1984.
- Міжамериканський кубок: 1973, 1974 і 1976.
- Суперкубок Лібертадорес: 1994 і 1995.
- Рекопа Південної Америки: 1995.
- Південноамериканський кубок: 2010, 2017.
- Кубок банку Суруга: 2018.